# Kontratak (zespół muzyczny)
Kontratak – polski zespół muzyczny grający muzykę hard rockową, metalową i w nurcie oi!, zaliczany jednak przede wszystkim do sceny Rock Against Communism. Założony został w Katowicach. Swój pierwszy album muzyczny w Polsce zespół wydał w 2013 r., a do 2024 r. włącznie miał ich na koncie już sześć. Jeden z nich wydany został także w Niemczech. Jego utwór znalazł się również na jubileuszowej składance muzycznej z festiwalu Orle Gniazdo ale nie jest jasne czy wówczas wystąpił na żywo.

## Historia
Zespół muzyczny Kontratak został założony w Polsce, w Katowicach. Jego pierwszy album muzyczny został wydany w 2013 r., przez niektóre opracowania traktowany jako demo. W kolejnych latach, do 2024 r. włącznie, ukazało się jeszcze pięć następnych wydawnictw. Drugi z albumów zespołu, w Polsce wydany w 2017 r., dwa lata później czyli w 2019 r., ukazał się także w Niemczech. Zespół współpracował przy wydawaniu swoich albumów między innymi z wytwórnią Strong Survive Records razem, z którą opublikował i udostępnił słuchaczom cztery z nich.
Jeden z utworów zespołu zamieszczony został w albumie wydanym z okazji jubileuszowej, piątej i ostatniej edycji festiwalu muzycznego Orle Gniazdo, która odbyła się w dniach od 14 do 16 lipca 2017 r. Brak jest jednak informacji, czy kapela wystąpiła wówczas na żywo.

## Twórczość
Zespół jest postrzegany jako aktywny uczestnik ruchu muzycznego określanego mianem Rock Against Communism. Po względem tworzonych i prezentowanych przez siebie kompozycji muzycznych przypisywany jest do cięższych odmian muzyki rockowej, takich jak hard rock, heavy metal i oi!. Pośród kompozycji kapeli są również takie, które brzmią wyraźnie rock and rollowo. Dla takiego zestawienia muzyki i treści spotyka się czasem określenie RAC’n’Roll.
W zakresie treści i przekazu płynącego z utworów to poruszane są tematy typowe dla sceny tożsamościowej i patriotycznej takie jak historia, wojna, polski patriotyzm, a także treści typowe dla krajowej i europejskiej sceny nacjonalistycznej, czyli nacjonalizm, szczególnie nacjonalizm polski i biały nacjonalizm oraz aktualne wydarzenia społeczne i ważne według artystów kwestie polityczne. Swoją przynależność do skrajnej prawicy muzycy deklarują między innymi wprost we własnych utworach, jak np. „To my Kontratak”, gdzie znajduje się między innymi taki werset jak ... Skrajnej prawicy podziemia głos .... Ponadto zespół ma w swoim repertuarze odniesienia do tematyki pogańskiej i w ostatnim czasie, chrześcijańskiej. Są również utwory z tematem wprost dotyczącym ruchu skinheads. Utwory wykonywane są przeważnie w języku polskim, ale pojawiają się także nagrania w języku angielskim.

## Skład
Skład zespołu:
- Fifiano – gitarzysta (gitara), basista (gitara basowa), wokal
- Mrk  – perkusista (perkusja)
- Swt – wokal[28].

Byli członkowie grupy: Bst – wokal, Filip – gitarzysta (gitara).

## Dyskografia

### Dyskografia zespołu
Albumy muzyczne zespołu Kontratak:
- „Głos podziemia”: 2013 r., kraj wydania – Polska, Not On Label / demo, jedna płyta kompaktowa[3][4][5][30]
- „W obronie Ojczystej Ziemi”: Strong Survive Records[3][4][8]
  - 2017 r., kraj wydania – Polska, jedna płyta kompaktowa[3][4][9][31]
  - 2019 r., kraj wydania – Niemcy, jedna płyta kompaktowa, edycja limitowana, numerowana, pudełko drewniane[4][10][32]
- „Walcz dla Europy”: 2017 r., kraj wydania – Polska, Strong Survive Records, jedna płyta kompaktowa[3][4][33][34]
- „Przeciwko marksistowskiej zarazie”: 2019 r., kraj wydania – Polska, Strong Survive Records, jedna płyta kompaktowa[3][4][35][36]
- „Ocalić rodzinę, obronić cywilizację”: 2020 r., kraj wydania – Polska, Strong Survive Records, jedna płyta kompaktowa[3][4][37][38]
- „In Hoc Signo Vinces”: 2024 r.[3][39].

### Składanki
Składanki, kompilacje, w ramach których zamieszczono minimum jeden utwór muzyczny zespołu Kontratak:
- „Solidarni z górnikami”: 2017 r., Nasz Sklep, Gallus Store (identyfikatory: NS008, 2007985912), jedna płyta kompaktowa[40][41][42][43], mp3[43], utwór nr 3 – „Dziewięciu z Wujka”[40][44][45]
- „Festiwal Orle Gniazdo – Wydanie jubileuszowe”: 2017 r., Not On Label, jedna płyta kompaktowak[40][41][13], utwór nr 8 – „Szarża Husarii”[40][46]
- „Defend RAC Vol. 1 + Bonus”: 2018 r., Not On Label, jedna płyta kompaktowa[40][41][47], utwór nr 6 – „Prowadź nas Orle”[48]
- „Defend Rock Against Communism Vol. 2 + Bonus”: 2022 r., Not On Label, jedna płyta kompaktowa[40][49], utwór nr 17 (bonus) – „Opór bez przywódcy”[50].

## Autorstwo i covery
Grupa wykonuje własne kompozycje z własnymi tekstami. Zespół wykonywał także własne aranżacje utworów innych autorów i kapel. Między innymi były to covery zamieszczone w albumie „Przeciwko marksistowskiej zarazie”, w którym znalazł się utwór nr 7 zatytułowany „Valhalla”, pierwotnie wykonany przez Division S, zespół RAC ze Szwecji oraz utwór nr 14 pod tytułem „Szczerbiec” grupy muzycznej Szczerbiec. Z innych przykładów można wskazać utwory zawarte w albumie „In Hoc Signo Vinces”: utwór nr 12 – „Lepanto 1571” – będący coverem utworu „Victory” z filmu „The Pirate Movie” Mike Brady'ego oraz utwór nr 5 – „Odsiecz wiedeńska 1683” – bazujący na wierszu pod tytułem „Bitwa pod Wiedniem”, którego autorem jest Henryk Zbierzchowski
Zespół ma opracowane własne logo. W jego środku znajduje się symbol przedstawiający tarczę w kolorze czerwonym, ze stylizowaną literą „K”. Nad nią umieszczono, już na czarnym tle, napis z nazwą własną kapeli – „Kontratak”, a pod nią napis „Rac’n roll”.

## Odbiór i opnie
Jak wyżej zaznaczono zespół i jego twórczość jednoznacznie przypisywane są do ruchu określanego mianem Rock Against Communism. W ramach tej sceny postrzegany jest jako wykonawca muzyczny, którego fanom takiej twórczości przedstawiać nie trzeba, jest bowiem znany w Polsce pośród publiczności muzyki tożsamościowej, patriotycznej i nacjonalistycznej. Jest także dostrzegany poza granicami kraju, np. w Niemczech.
O ile muzykę z pierwszego albumu wydanego w 2013 r. określa się jako stary, polski RAC, w stylu Szwadronu 97, o tyle następne wydawnictwa pokazują już pewną zmianę kierunku i pracę muzyków nad znalezieniem własnej stylistyki, która dałaby kapeli wyraźną rozpoznawalność. W przypadku drugiej ich publikacji z 2017 r. mamy już do czynienia z nieco zmienionym stylem muzycznym, bardziej rock and rollowym, którą określa się niekiedy mianem RAC’n’Roll. W komentarzu do tej płyty pada takie stwierdzenie jak to, że jest to bardzo dobry RAC. Uwagę przykuwa fakt, że jest to muzyka zagrana z pasją i zaangażowaniem. Nie brakuje w niej rozbudowanych kawałków i wolniejszych, klimatycznych utworów oraz gitarowych riffów, które łatwo zapadają w pamięci człowieka.